# Mathegym
Mathegym ist eine kommerzielle, passwortgeschützte Lernplattform, die seit 2007 von Lehrern aus unterschiedlichen Bundesländern und unterschiedlichen Schularten haupt- und nebenberuflich entwickelt wird. 
Die Plattform stellt webbasierte Übungsaufgaben bereit, die nach Schulart, Fach, Klassenstufe und Themengebiet sortiert sind. Der Schwierigkeitsgrad der Aufgaben wie auch die Auswahl von Übungsvorschlägen zur Verbesserung des Grundwissens richtet sich nach dem Können der Nutzer, insofern handelt es sich um ein intelligentes tutorielles System (ITS). Darüber hinaus gibt es ein Learning-Management-System.

## Entwicklung
Mithilfe von „digital learning“ soll Schülern ein praktikables Werkzeug für das häusliche Lernen bzw. Lehrern für den differenzierenden Unterricht zur Verfügung zu stehen.  
Das Portal entstand für Mathematik-Übungen. Seit Ende 2018 werden (bebilderte) Inhalte für das Fach Physik für die unteren Klassenstufen, seit 2020 für die ersten zwei Jahre Latein und Englisch angeboten. Seit 2022 auch Inhalte für Chemie und Französisch.
Für einige Bundesländer und auch Schweizer Kantone sind die Inhalte an die Lehrpläne der jeweiligen Schulform angepasst, auch Anpassungen an die Lehrwerke führender Schulbuchverlage werden seit 2020 vorgenommen.

## Lernen (Privat- und Schullizenz)
Beim Lernen bietet Mathegym Unterstützung auf mehreren Ebenen:
- Inhaltlich erhalten die Nutzer Hilfestellung in Form von Regeln, Tipps oder Videos, die zu den meisten Aufgaben bzw. Stoffgebieten bei Bedarf abrufbar sind.[4]
- Für Geometrie-Aufgaben wird zum Zwecke der besseren Visualisierung oftmals GeoGebra per JavaScript eingebunden.
- Komplexe Aufgaben können Schritt-für-Schritt gelöst werden, mit Rückmeldung nach jedem Einzelschritt.[5]
- Bei typischen (erwartbaren) Fehlern erhalten die Nutzer erklärende Fehlerhinweise – sofern die Aufgabenautoren solche Fehler antizipiert haben oder durch die Auswertung von Nutzerdaten (anonymisiert) bestimmte Fehlermuster erkennbar werden.[6]
- Zur Motivierung erhalten die Schüler Punkte für richtige Lösungen – sogenannte „Checkos“ – mit denen sie in (optionalen) Ranglisten aufsteigen können. Neben einer Gesamtrangliste gibt es lokale Ranglisten, z. B. nur auf die eigene Schule, Klassenstufe oder Klasse bezogen.[4][7]
- Beim Lösen der Aufgaben erkennt das System spezifische Lücken im Grundwissen des Nutzers und stellt passgenaue Übungen zusammen, die im Bereich "Grundwissen trainieren" abgerufen werden können (adaptives Lernsystem).[3]

Die Kosten für einen Schüler (Privatlizenzen) betragen 14 € pro Monat oder 59 € pro Jahr.

## Lehren (Schullizenz)
Falls eine Schullizenz besteht, werden die Lehrkräfte unterstützt durch:
- Lehrer können für ihre Schulklassen durch Auswahl geeigneter Aufgabentypen Arbeitsaufträge zusammenstellen, die dann von jedem Schüler innerhalb einer vorgegebenen Frist zu bearbeiten sind. Arbeitsaufträge können sowohl als Hausaufgabe als auch im Rahmen des Unterrichts (selbstgesteuertes Lernen) erteilt werden.
- Sämtliche Aufgabenbearbeitungen werden für begrenzte Zeit dokumentiert. Lehrkräfte erhalten damit Einblick, mit welchem Erfolg ihre Schüler die Aufgaben des erteilten Auftrags bearbeitet haben.

Die Kosten für eine Schullizenz betragen 1,40 € bis 4 € je Schüler. Stand Mitte 2022 wurde Mathegym an 435 Schulen von 5026 Lehrern verwendet; 130.000 Schüler verwenden Mathegym mit einer Privat- oder Schullizenz.

## Auszeichnungen und wissenschaftliche Untersuchungen
| 2012 | In einer wissenschaftlichen Evaluationsstudie der Uni Münster wird Mathegym zur Spitzengruppe der kommerziellen Mathematik-Lernplattformen gezählt |
| 2016 | Comenius-Edu Media-Medaille |
| 2017 | Giga-Maus: bestes Lernprogramm für Schüler ab dem 10. Lebensjahr |
| 2022 | - In der wissenschaftlichen Studie „Digitale Mathematik-Lernplattformen in Deutschland“ von Daniel Thurm und Laura A. Graewert wird Mathegym eine "Schwerpunktsetzung auf die Bereitstellung von vielfältigen Aufgaben und eine Vielzahl an Übungsaufgaben zu unterschiedlichen Themen" und ein "Klassenmanagement zum Monitoring der Leistung der Lernenden" bescheinigt. - Preisträger beim Deutschen Bildungs-Award (Gesamtsieger Lernportale Mathematik) |
| 2023 | Preisträger beim Deutschen Service-Preis |
| 2023 | - Comenius-Edu-Media-Medaille - Preisträger beim Deutschen Bildungs-Award (Gesamtsieger Lernportale Mathematik) |
| 2024 | Preisträger beim Deutschen Bildungs-Award (Gesamtsieger Lernportale Mathematik) |
| 2025 | - Preisträger beim Deutschen Service-Preis - Top Weiterbildungsanbieter 2025 (statista R.: Online-Lernplattform für Kinder) |